# Camille Laurin
Pour les articles homonymes, voir Laurin.
Camille Laurin, né le 6 mai 1922 à Charlemagne (Québec) et mort le 11 mars 1999 à Vaudreuil-Dorion (Québec), est un psychiatre et homme politique québécois. Il a été ministre au sein du gouvernement indépendantiste du Parti québécois dirigé par René Lévesque de 1976 à 1984. Il est notamment le « père » de la Charte de la langue française.

## Jeunesse
Camille Laurin voit le jour à Charlemagne le 6 mai 1922. Il est le fils d'Éloi Laurin et de Mary Morin. Éloi est un petit commerçant dont l’activité professionnelle le place au cœur de la vie municipale de Charlemagne. Il est restaurateur, barbier, mécanicien, manufacturier de fourrures et propriétaire d’une voiture-taxi. Homme lettré, le père de Camille offre son aide aux nombreux Charlemagnois qui ne savent ni lire ni écrire et qui peinent à comprendre les contrats, les formulaires ou toute autre paperasse qu'ils doivent remplir. Il cumule les petites entreprises afin d’offrir une vie décente à sa famille, c’est-à-dire à sa femme Mary et à leurs treize enfants. Camille est le quatrième enfant de cette large fratrie typiquement canadienne-française. Mary Morin, comme c’est souvent le cas à l’époque, s’occupe de la maison familiale et se charge de l’éducation des enfants. Femme très pieuse, elle se rend tous les jours à l’église du village pour prier. Piété qu’elle transmettra d’ailleurs à Camille. Mary est aussi très impliquée dans de nombreuses associations paroissiales et offre son aide aux femmes du village qui se remettent de leur accouchement. Camille Laurin est ainsi le fils de parents engagés, connus et respectés par les habitants de Charlemagne.
Dans les années 1920, la scierie du village qui employait plusieurs familles était, selon les mots de Camille Laurin, « contrôlé[e] par des Anglais qui y faisaient la loi ». Il grandit dans un milieu où les anglophones sont minoritaires mais occupent le haut du pavé socioéconomique. Son père est, de ce fait, un nationaliste. Il achète, autant que faire se peut, chez des fournisseurs et des commerçants canadiens-français. Éloi Laurin est aussi un militant libéral. Il délaisse par la suite le Parti libéral lorsqu’un de ses ténors, Paul Gouin, le quitte et fonde l’Action libérale nationale avec les membres les plus nationalistes du parti.
La crise économique des années 1930 frappe durement Charlemagne ainsi que les différents petits commerces de la famille Laurin qui parvient, malgré tout, à se maintenir à flot. Mais cette stabilité financière est précaire et force les Laurin à faire de durs sacrifices. En 1934, Camille termine sa formation primaire et demande à ses parents de l’inscrire au collège afin de poursuivre des études classiques. Or, la Grande dépression met trop à mal les finances de la famille et Éloi est contraint de refuser la requête de son fils. Mis au courant des déboires financiers des Laurin, Paul Gouin offre de payer les études du brillant et prometteur jeune homme. Grâce au patronage de Gouin, Camille Laurin fait son entrée au Collège de l’Assomption en septembre 1934.

## Formation

### 1934-1942:Collège de l'Assomption
Laurin fait partie de la 102e cohorte du collège de l’Assomption et fréquente l’institution de 1934 à 1942. Il partage ces années d’études notamment avec le sociologue en devenir, Guy Rocher. Laurin se démarque par ses résultats scolaires exceptionnels qu’il obtient sans trop d’effort. Il consacre la plus grande partie de son temps libre à la lecture. Laurin décroche le poste de bibliothécaire adjoint, ce qui lui permet de découvrir les grands œuvres de la littérature et des sciences sociales, dont celles de Jean-Jacques Rousseau, Alexis de Tocqueville, Honoré de Balzac,Victor Hugo, etc Jouissant de la confiance du bibliothécaire, on lui permet de lire les auteurs socialistes et marxistes, chose rare dans les institutions catholiques de l’époque. Il intègre le club St. Mary’s English Academy où il s’initie à la langue anglaise et à la littérature anglaise.. Malgré cette anglophilie, Laurin baigne dans un milieu nationaliste et catholique. C’est pourquoi, au terme de ses années d'études collégiales, il fait son entrée au Grand Séminaire de Montréal afin de devenir prêtre.

### 1943:Grand Séminaire de Montréal
Camille Laurin fait son entrée au Grand Séminaire de Montréal en 1942. Le jeune homme qui aspire à la prêtrise en vient à remettre en question sa vocation ecclésiastique. D'abord, il ne se plaît pas au Grand Séminaire en raison de la discipline stricte qui y règne. Ensuite, Laurin se découvre incapable de faire le deuil des relations amoureuses avec la gent féminine. Pour ces raisons, il quitte le Grand Séminaire de Montréal en 1943 et renonce à devenir prêtre.

### 1943-1950:Faculté de médecine de l'Université de Montréal
Camille Laurin s'inscrit en médecine en 1943 à l'Université de Montréal. Il obtient son diplôme en 1950 après un parcours scolaire sous le signe de l'engagement politique et étudiant.

#### AuQuartier latin
À partir de 1944, Camille Laurin commence à collaborer au journal étudiant Le Quartier latin. Il en deviendra le directeur en 1947. Dans les pages du journal, il adopte une sensibilité de catholique de gauche aussi bien hostile à l'endroit du communisme laïque que de l'exploitation ouvrière.

#### À l'Internationalstudent services
En 1948, Gérard Pelletier cède son poste de secrétaire de l'International student services à Camille Laurin. Ce dernier emménage à Genève afin d'occuper cette fonction jusqu'à l'été 1949.

### 1950-1951: Queen Mary Veteran's Hospital de Montréal
Après l'obtention de son diplôme en médecine, Camille Laurin entend s'initier à la psychiatrie. En 1950, il entame une année de résidence au Queen Mary Veteran's Hospital de Montréal. Le choix d'un hôpital anglophone s'impose, en quelque sorte, à Laurin qui considère que la pratique de la psychiatrie dans le réseau francophone est arriéré et ne s'intéresse qu'aux aspects physiques et non psychologiques des maladies mentales.

### 1951-1953: Psychiatric Training Institute Faculty de Boston
La formation qu'il reçoit au Queen Mary Veteran's Hospital l'incite à parfaire ses connaissances en psychiatrie. En fait, au début des années 1950, Camille Laurin souhaite devenir psychiatre et psychanalyste. C'est dans cette optique qu'il s'inscrit au Psychiatric Training Institute Faculty de Boston. En 1951, avec sa femme Rollande Lefebvre, il emménage à Boston près du Boston State Hospital où il est affecté pour mettre en pratique ses apprentissages. Le doyen de la Faculté de médecine de l'Université de Montréal, le docteur Wilbrod Bonin, souhaite ouvrir un département de psychiatrie dans le réseau de la santé francophone du Québec. Pour le compte de la Faculté, Laurin entreprend ainsi une tournée des hôpitaux du Massachusetts afin de colliger des informations utiles à l'ouverture d'un tel département.
En 1953, les États-Unis s'engagent dans la guerre de Corée. En sa qualité d'employé pour le Boston State Hospital, Camille Laurin se voit contraint de s'enrôler dans l'armée américaine. Ne souhaitant ni mettre ses études en veilleuse ni participer à un conflit armé, Laurin quitte Boston et retourne momentanément à Montréal.

### 1953-1957: Institut de psychanalyse de France à Paris
Après avoir envoyé sa candidature dans plusieurs institutions européennes, l'Institut de psychanalyse de France à Paris accepte de le prendre. Il se forme donc à la psychanalyse à Paris notamment auprès de Juliette Favez-Boutonnier à l'Institut et de Daniel Lagache à la Sorbonne. En parallèle de sa formation, il devient le président de l'Association des médecins canadiens en France où il dénoue un problème de reconnaissance par le Collège des médecins du Québec des années de pratique des médecins canadiens en France.

## Carrière médicale

### 1957: À l'Institut Albert-Prévost
En 1957, Camille Laurin est embauché par l’Institut Albert-Prévost. Un an plus tard, il remplace le docteur Karl Stern et devient le directeur scientifique de l’Institut. S’ajoute à ce poste celui de directeur officieux du nouveau département de psychiatrie de l’Université de Montréal où il donne régulièrement des cours. Il crée le certificat d'études supérieures en psychiatrie et avec lui la première formation psychiatrique complète en français de la province. Fort de ses deux fonctions d’importance, il met sur pieds un programme de collaboration entre l’Université et l’Institut qui permet aux psychiatres en devenir de faire leur résidence complète au Québec. Les étudiants ne sont dès lors plus contraints à s’exiler dans un pays étranger afin de compléter leur formation, comme ce fut le cas pour Laurin et nombre d’autres universitaires québécois.
À la tête du département de psychiatrie et en sa qualité de directeur scientifique de l’Institut Albert-Prévost, Camille Laurin s’engage dans une réforme aussi bien de l’enseignement de la psychiatrie que du traitement des gens souffrant d’une maladie mentale. Il adopte une approche dite « interdisciplinaire » visant « le traitement de la maladie mentale dans la totalité de l’être humain, autant dans ses attitudes corporelles que dans ses croyances, ses origines familiales ou son milieu social. » Les traitements aux électrochocs, les traitements à l’insuline et les lobotomies sont remplacés autant que faire se peut par des médicaments neuroleptiques qui adoucissent les symptômes psychotiques.

### 1961: Postface du livreLes fous crient au secours
Laurin signe la postface du livre-témoignage de Jean-Charles Pagé, Les fous crient au secours, dans lequel Pagé raconte son expérience dans l’asile Saint-Jean-de-Dieu (aujourd’hui nommé Hôpital Louis-H. Lafontaine). Le livre ainsi que la postface rédigée par un psychiatre de renom en pleine ascension professionnelle font grand bruit. Laurin relève que le réseau hospitalier compte presque autant de lits que le réseau psychiatrique : « Les 203 hôpitaux généraux de la province de Québec comptent environ 24 000 lits, mais nos 17 hôpitaux mentaux en contiennent presque autant, soit un peu plus de 20 000. » C’est que le prix d’un lit dans une institution psychiatrique est radicalement moindre de sorte qu’on y stationne des malades qui, comme Pagé souffrant d’alcoolisme, ne devraient pas s’y retrouver. De plus, le manque de ressources et le nombre réduit de psychanalystes véritables dans ces hôpitaux sont responsables de drames humains. Comme l’écrit Laurin dans ladite postface :  « Mais que sont les incidents pratiques de ce drame en regard de ses aspects sociaux et personnels. Combien de Mozart assassinés parmi ces débiles mentaux au regard vide. Combien d’astres éteints parmi ces schizophrènes occupés à des besognes serviles. Combien de foyers désunis, de familles dispersées aux quatre vents en raison d’un internement qui se prolonge. Pour chacun de ces malades qu’un mur infranchissable sépare désormais de la société, combien de parents qui n’oublient pas et luttent chaque jour contre la honte et la douleur. » À la suite du double témoignage de Pagé et de Laurin dans Les fous crient au secours, l’opinion publique s’agite. Le livre attire l’attention des journaux (La Presse, Le Devoir, Le Nouveau journal) des centrales syndicales (FTQ) et des associations de professionnels de la santé (Collège des médecins du Québec, Association des psychiatres du Québec). Devant un tel mouvement de consternation, le gouvernement du Québec de Jean Lesage se voit contraint d’agir. Le ministre de la Santé de l’époque, le docteur Alphonse Couturier, crée une commission d’enquête sur la situation des soins psychiatriques au Québec. La Commission Bédard, nommée après son président, le docteur Dominique Bédard, dépose un rapport en 1962 plaidant pour la modernisation du système de santé mentale. Dans le sillage de la pratique de la psychiatrie qu’est en train de normaliser Camille Laurin, le rapport plaide pour « le passage d’une psychiatrie réservée au milieu clos de l’asile à une pratique communautaire axée sur des soins dispensés dans la collectivité et intégrés à l’ensemble du réseau de santé. »

### 1963: Imaginer l'Institut Philippe-Pinel
En 1963, le ministère de la Santé charge Camille Laurin d’ébaucher un projet d’hôpital psychiatrique sécurisée qui serait capable d’accueillir des criminels souffrant d’une maladie mentale. Aidé des docteurs Bruno Cormier et Lucien Panaccio, Laurin se met au travail. Il imagine un établissement moderne étroitement associé à l’Institut de criminologie de l’Université de Montréal et qui porterait le nom du médecin précurseur de la psychiatrie, Philippe Pinel. Quelques années après le dépôt du rapport de Laurin, Cormier et Panaccio, soit en 1969, l’Institut Philippe-Pinel ouvre ses portes.

### 1962: La Commission Régnier et la mise sous tutelle de l'Institut Albert-Prévost
Bien que l’Institut Albert-Prévost soit épargné par le mouvement d’opinion dénonçant les affres du système de santé mentale du Québec, la direction est irritée par le tapage qu’a engendré la postface de son directeur scientifique et la campagne médiatique qui s'est ensuivie. La direction décide donc de mettre un terme à la collaboration avec le département de psychiatrie de l’Université de Montréal que dirige Laurin. Afin de faire reculer la direction, Camille Laurin et ses collègues organisent une conférence de presse où ils annoncent leur démission et leur intention de fonder une nouvelle institution psychiatrique. Face à cette lutte entre l’administration et le personnel soignant de l’Institut, le gouvernement du Québec annonce la mise sous tutelle de l’Institut et la mise sur pied d’une commission d’enquête chargée de faire la lumière sur l’affaire.
La Commission Régnier, présidée par le juge André Régnier, dépose son rapport en 1964. On fait mention du trop grand nombre de responsabilités cumulées par Camille Laurin. Peu après le dépôt du rapport, le département de psychiatrie de l’Université de Montréal nomme officiellement un directeur et dépouille Laurin de sa fonction officieuse. De plus, le poste de directeur médical de l’Institut est créé afin d’éviter les conflits internes et échappe lui aussi à Laurin. Bien qu’il n’occupe plus le haut du pavé, Camille Laurin continue d’œuvrer comme psychiatre à l’Institut jusqu’en 1970, moment de son élection à l’Assemblée nationale du Québec.

### Dans les médias
Camille Laurin se fait aussi connaître du grand public en participant à quelques émissions où ses connaissances de la psyché humaine sont mises à profit. Dès 1958, il devient un collaborateur régulier de l’émission de Radio-Canada À cœur ouvert dans laquelle il est appelé à commenter le courrier du cœur envoyé par les téléspectateurs. Il s’initie aussi à la radio à partir de 1960 et anime de temps à autre l’émission Psychologie de la vie. En 1966, il participe à l’émission Vivre dans laquelle il explique les motivations psychologiques derrière certaines scènes de ménage jouées par des acteurs.
Il participe à titre de témoin expert au très médiatisé procès de Léopold Dion.

## Carrière politique

### Conversion indépendantiste
Au début de la décennie 1960, Camille Laurin est certes un réformiste qui tient mordicus au développement étatique et social du Québec, mais il n’est pas encore devenu le fervent indépendantiste que l’on connaîtra plus tard. Il se réjouit des accomplissements du gouvernement de Jean Lesage à qui il écrit en 1962 afin de le féliciter de son élection. Fréquentant les mêmes cercles que Pierre E. Trudeau, Marc Lalonde et Gérard Pelletier, on lui propose même de se présenter aux élections fédérales de 1965 pour les libéraux. Offre qu’il refuse puisque commence à germer dans son esprit la graine indépendantiste.
Selon le biographe de Laurin, Jean-Claude Picard, la « genèse de l’adhésion de Camille Laurin au projet d’indépendance du Québec est longue et complexe. Elle s’étale sur plusieurs années et résulte tout à la fois de son opposition à la volonté centralisatrice et uniformisante de l’État fédéral, de sa déception à l’égard des ratées de la Révolution tranquille et d’une conception politicopsychiatrique du devenir de la société québécoise. » Cette dernière conception dite « politicopsychiatrique », on la retrouve dans le recueil de textes préfacé par René Lévesque qu’il publie en 1970 : Ma traversée du Québec.
Selon Laurin, les Québécois ont une relation anormale et malsaine avec l’autorité et la liberté en raison de leur parcours historique marqué par la Conquête et le cléricalisme. Mais la Révolution tranquille et la modernisation accélérée du Québec opère une sorte d’« apprentissage de la liberté » de sorte que : « Il est donc permis de penser que les conditions se prêtent maintenant à une définition nouvelle des rapports de l’autorité et de la liberté et que, par approximations successives, nous en arriverons à instaurer un État qui favorisera davantage la pleine réalisation des possibilités de chacun. » Mais, ajoute le psychanalyste, le choix de l’indépendance politique ne sera pas un choix facile pour une population soumise à « des motivations névrotiques inconscientes » qui rend difficile l’adoption de cette option politique. La peur en serait la cause : « Il est possible alors que son refus du séparatisme soit bien plus l’effet de mécanismes d’inhibition, de crainte, d’infériorité ou de dénégation que d’une conviction basée sur une preuve logique rigoureuse. » Bien que la chose ne soit pas aisée, Laurin croit que la seule solution à l’apaisement de la psyché collective et individuelle des Québécois est l’indépendance du Québec. C’est pourquoi aux élections générales de 1966, il vote pour le Rassemblement pour l’indépendance nationale.

### 1968: Fondation du Parti québécois
Après la lecture du livre-programme Option Québec de René Lévesque, Laurin devient membre, en 1968, du Mouvement souveraineté-association. Il participe au congrès de fondation du Parti québécois qui se déroule du 11 au 14 octobre 1968 au Petit Colisée à Québec. Non seulement est-il élu sur le conseil exécutif du parti, mais il est de surcroît nommé président du conseil par le chef, René Lévesque(181).
Laurin prend part aux débats linguistiques entourant la crise de Saint-Léonard qui mène à l’adoption du « Bill 63 ». Il est, avec René Lévesque, le visage et la voix du Parti québécois et participe à plusieurs tribunes pour dénoncer cette loi qui permet aux jeunes Québécois de fréquenter librement l’école anglaise. En entrevue, il déclare : « Ce projet de loi constitue un acte de trahison, un trompe-l’œil et une malhonnêteté intellectuelle »

### 1970: Élection dans Bourget et entrée à l’Assemblée nationale du Québec
Aux élections générales québécoises de 1970, Camille Laurin se présente pour le Parti québécois comme candidat dans la circonscription de Bourget, dans l’est de Montréal. Déjà connu du grand public, on le considère comme un candidat vedette. Le soir des élections, soit le 29 avril, il remporte une majorité de voix et est élu face au candidat unioniste sortant, Paul-Émile Sauvageau, tout juste devant le candidat libéral, Gérard Beaudry, qui arrive deuxième. Laurin est un des sept candidats élus sous la bannière péquiste. Il siégera avec ses collègues Guy Joron, Robert Burns, Charles-Henri Tremblay, Lucien Lessard, Claude Charron et Marcel Léger.
Quelques jours après l’élection, le conseil exécutif du parti se réunit afin de revenir sur la campagne et préparer la rentrée parlementaire. René Lévesque, qui reste le chef du parti malgré le fait qu’il n'est pas élu, nomme Camille Laurin chef parlementaire.

### 1970-1973: Député de Bourget et chef parlementaire du Parti québécois
Le 9 juin 1970 s’ouvre la première session parlementaire de Camille Laurin. Quelques mois plus tard, le Québec est secoué par la Crise d’Octobre. Laurin est horrifié par l’enlèvement de son collègue libéral Pierre Laporte, mais l’est tout autant de ce qu’il considère comme une occupation militaire du Québec par l’armée canadienne. En chambre il prononce un discours dans lequel il affirme que l’enlèvement de messieurs Pierre Laporte et James Richard Cross n’est qu’un prétexte qu’utilise le gouvernement fédéral pour intimider le mouvement indépendantiste : « L’intervention de l’armée et la Loi sur les mesures de guerre apparaissent comme un masque, comme une mesure non pas dirigée contre une organisation terroriste aux faibles effectifs, mais contre une opposition qui revendique avec un succès toujours grandissant la souveraineté du Québec et la disparition des inégalités sociales. »
En 1972, les débats sur la langue de l'enseignement font de nouveau l’actualité. Ayant promis de corriger l’impopulaire « Bill 63 », le premier ministre Robert Bourassa met sur pied la Commission Gendron censée étudier la situation du français au Québec et réfléchit à une nouvelle loi. Entre-temps, Camille Laurin dépose son propre projet de loi visant à modifier la Loi de l’instruction publique : le projet de loi 91 (222). Dans celui-ci, il propose de réserver l’école anglaise aux seuls anglophones du Québec ainsi qu’à ceux qui ont déjà fréquenté un établissement anglais (223). Le projet de loi est rejeté par le gouvernement. Il n’empêche que le futur père de la loi 101 donne à voir une mesure qui sera au cœur de la Charte de la langue française : l’intégration des immigrants par le truchement de l’école française.

### 1973-1976: Élection perdue et retour à Albert-Prévost
En septembre 1973, le premier ministre Robert Bourassa déclenche des élections générales. Camille Laurin fait campagne dans la circonscription qui est la sienne depuis trois ans, Bourget. Le soir des élections, le 29 octobre 1973, la déception est totale pour le chef parlementaire du PQ. Il perd face au libéral Jean Boudreault. Laurin restera toujours convaincu que l’élection lui aura été volée en raison de fraudes électorales. Les collègues de l’époque de Camille Laurin soutiennent une autre hypothèse, celle selon laquelle le député fut très peu présent et à l’écoute des gens de Bourget.
Camille Laurin, qui perd son travail de député, frappe à la porte de l’Institut Albert-Prévost qui l’accueille et lui octroie le poste de directeur de l’enseignement. Il retrouve ainsi son rôle de pédagogue en plus d’œuvrer comme psychiatre à l’Institut ainsi que chez lui où il reçoit des patients dans sa pratique privée.
Il reste cependant très actif au sein du Parti québécois et de la politique nationale. Lorsque le gouvernement Bourassa présente le projet de loi 22 qui entend corriger le « Bill 63 », Laurin monte au front avec quelques collègues péquistes afin de dénoncer ce qui apparaît comme des mesures « stériles » qui ne protègent pas le français. Accompagné de René Lévesque et Jacques-Yvan Morin, Camille Laurin propose un « contre-projet de loi » qui propose l’essentiel des mesures que l’on retrouvera, quelques années plus tard, dans la loi 101. La campagne médiatique et le contre-projet n’émeuvent pas le gouvernement libéral qui adopte la loi 22 le 30 juillet 1974.

### 1976-1981: Député et ministre du premier gouvernement péquiste

#### Élection et nomination au Conseil des ministres
Alors que Camille Laurin partage son temps entre l’Institut Albert-Prévost, la pratique privée et la militance au sein du Parti québécois, le premier ministre Bourassa déclenche des élections générales le 18 octobre 1976. Laurin est candidat pour une troisième fois dans la circonscription de Bourget. Le soir du 15 novembre 1976, il est triomphalement élu avec une avance de près de 7000 voix. Il est l’un des 71 péquistes élus appelés à composer le nouveau gouvernement.
Quelques jours plus tard, le nouveau premier ministre du Québec, René Lévesque, se retire à North Hatley afin de nommer ses ministres. Camille Laurin ne tarde pas à recevoir une invitation d’un des conseillers de Lévesque lui disant que son patron a une offre à lui faire. Lévesque propose à Laurin d’occuper une fonction jusque-là inédite au Québec, celle de « ministre d’État » responsable de coordonner à la fois des ministères en plus de mettre en chantier des projets gouvernementaux et de proposer des projets de loi. Le ministère d’État que Lévesque propose à Camille Laurin est celui du « développement culturel » surplombant les ministères de l’Éducation, de l’Immigration, des Communications, des Sports et Loisirs et des Affaires culturelles. Le député de Bourget accepte l’offre. Contrairement à quelques-uns de ses collègues ayant refusé d’occuper la tête d’un « ministère d’État », Laurin s’accommode de son rôle de coordinateur qui sied bien à ses aspirations : « Ça me convenait parce que j’avais un projet global, une vision d’ensemble de la politique. »
Cette « vision d’ensemble de la politique » ne tardera pas à être mise à contribution puisque Lévesque demande au docteur Laurin de corriger la loi 22 qu’ils avaient tous deux dénoncée quelques années plus tôt.

#### 1977: La Charte de la langue française

##### Hiver 1977: Préparation de la Charte de la langue française (loi 101)
Camille Laurin ne tarde pas à dévier du mandat que lui a soumis Lévesque. Il considère que la loi 22 est irréformable et qu’elle doit être supprimée au profit d’une toute nouvelle loi. Entouré de deux éminents sociologues, Guy Rocher et Fernand Dumont, il se met au travail et prépare la politique linguistique d’envergure que deviendra la Charte de la langue française, aussi connue sous le nom de loi 101. Dans une entrevue donnée à son biographe, Jean-Claude Picard, Laurin dévoile l’intention derrière la loi 101 : « Je ne voulais pas une loi ordinaire mais une loi qui s’inscrive dans l’Histoire, qui en reprenne le fil pour réparer toutes les blessures, toutes les pertes subies par suite de l’occupation militaire, économique et politique, affirmera-t-il à la fin de sa vie. Je voulais faire une loi qui répare, qui redresse et qui redonne confiance fierté et estime de soi à un peuple qui tenait à sa langue mais qui était devenu résigné et passif » Laurin considère aussi que sa loi est une étape primordiale dans l’accession du Québec à son indépendance politique, projet pour lequel il s’est d’abord impliqué en politique. Avant de présenter son projet de loi à ses collègues du gouvernement, il prend le pouls de la population et rencontre plusieurs associations, notamment ceux associés aux communautés anglophones et allophones déjà incommodées par les faibles (en comparaison avec la loi 101 à venir) dispositions de la loi 22.
Camille Laurin présente la première mouture de son projet de loi au Conseil des ministres le 16 février. Rapidement, le Conseil se scinde en deux camps et place le premier ministre Lévesque dans le rôle de l’arbitre. Le projet de Laurin reçoit l’appui des ministres les plus nationalistes, tels que Jacques Parizeau et Bernard Landry. Parizeau, alors ministre de l’Économie, ira même jusqu’à mettre quelques milliards de dollars de côté pour calmer les marchés et s’assurer que les milieux financiers ne menacent pas de déplacer leurs actifs à l’extérieur du Québec. Camille Laurin se heurte cependant à l’opposition de Claude Morin qui considère la Charte comme une violation des droits des anglophones du Québec. Afin de créer la concorde et d’arrondir les coins d’un projet qu’il considère somme toute comme étant « radical », René Lévesque forme un comité ministériel spécial responsable d’étudier les diverses dispositions de la Charte (262).
Lors de ces séances d’étude, on fait remarque que la disposition de la Charte selon laquelle le français est la seule langue officielle de la justice et de l’Assemblée nationale est anticonstitutionnelle et sera rapidement abolie par les tribunaux. Un tel jugement sera effectivement rendu quelques années plus tard dans « l’arrêt Blaikie ». À la fin de sa vie, Laurin avouera qu’il était parfaitement au courant du caractère anticonstitutionnel de cet article de la Charte. Or, son abolition par les tribunaux ferait « œuvre pédagogique et [montrerait] aux Québécois que la Constitution canadienne allait à l’encontre de leurs intérêts » et ne pourrait qu’alimenter l’adhésion populaire au projet d’indépendance politique.
Malgré quelques oppositions persistantes, Laurin arrive à faire accepter l’essentiel de son projet à ses collègues du Conseil des ministres. À la fin du mois de mars, il est prêt à convaincre le reste du Québec de la justesse et de la nécessité d'une politique linguistique.

##### Printemps 1977: publication du «livre blanc» et dépôt du projet de loi 1
Camille Laurin rend d’abord publique la Politique québécoise de la langue française, aussi appelé « Livre blanc », principalement rédigé par Fernand Dumont. Ce document de 67 pages résume la pensée de Laurin et annonce les grandes lignes de la Charte de la langue française à venir. La sortie du Livre blanc ne tarde pas à attirer l’attention des médias aussi bien québécois que canadiens-anglais. Camille Laurin entreprend donc une tournée du Québec afin de vendre et de défendre sa Charte auprès des Québécois. Le principal foyer d’opposition provient des milieux anglophones, allophones et financiers qui considèrent l’intention du gouvernement comme une offensive nationaliste belliqueuse. Le premier ministre du Canada connu pour ses prises de position farouchement antinationalistes, Pierre E. Trudeau, qualifie quant à lui la Charte de « projet étriqué et rétrograde qui mène à l’établissement d’une société ethnique. » Camille Laurin se consoler en se rabattant sur l’indéfectible appui des organisations nationalistes comme la Société Saint-Jean-Baptiste ainsi qu’une large majorité d’éditorialistes francophone.
Le 27 avril, c’est au tour du projet de loi d’être déposé. Afin de marquer l’importance de la politique linguistique qu’il entend adopter, il fait porter au projet de loi le numéro 1. Le projet de loi 1 intitulé « Charte de la langue française au Québec » comporte 177 articles et fut principalement rédigé par Guy Rocher.
Les audiences publiques quant au projet de loi 1 débutent quelques semaines plus tard, soit le 7 juin. Plus de 200 organismes ou personnes veulent témoigner de leur appréciation devant le ministre d'État. Camille Laurin en profite pour trouver des appuis et mettre en valeur les associations qui défendent la nécessité d'un politique linguistique forte. Il s’appuie notamment sur le témoignage de l’Association des démographes du Québec afin de légitimer son projet de loi. Cette association fait valoir que si rien n’est fait, le poids démographique des francophones sera en chute libre au Québec. Fort de ses appuis et de la légitimité scientifique que lui confèrent les démographes, il met fin aux travaux de la commission parlementaire 5 semaines après son commencement.

##### Été 1977: adoption de la loi 101
Camille Laurin, en mettant un terme aux travaux concernant le projet de loi 1, décide d’abandonner ledit projet de loi. Il en compose un nouveau, le projet de loi 101, qui reprend l’essentiel des dispositions du projet de loi 1 et qu’il dépose officiellement le 12 juillet. Peu après ce dépôt, il prononce un discours qui met l’accent sur l’importance d’une telle Charte pour un Québec qui aspire à l’indépendance : « Le Québec, que cette loi prépare et annonce, sera un pays français, instruit, moderne, qui prendra sa place à côté des pays de même taille et qui ont déjà fait leur marque sur le plan mondial. Il sera lui aussi capable d’atteindre l’universel, mais par et à travers sa spécificité culturelle. Il assumera de cette façon l’obligation morale qui est la sienne d’apporter sa contribution particulière à la communauté internationale. » Quelques semaines plus tard, soit le 26 août 1977, le projet de loi 101, aboutissement de plusieurs mois de travail de Laurin et de son équipe, est adopté à 54 voix contre 32.

#### 1978: La Politique québécoise de développement culturel
Peu de temps après l’adoption de la loi 101, Camille Laurin se lance dans ce qui apparaît comme « la suite logique (pol cul p. 45) » de la Charte, à savoir une politique culturelle de grande envergure. Le 6 juin 1978, les deux tomes de La Politique québécoise de développement culturel sont publiés. Il s’agit du produit de la réflexion de Laurin ainsi que du sociologue Fernand Dumont. La Politique tente de « saisir la totalité de l’homme québécois » et embrasse large. Trop large, selon ses collègues ministres qui voient Laurin se saisir d’enjeux qui les concernent au premier chef. Le chantier de Laurin mènera tout de même à la création de la Société de développement des entreprises culturelles en 1978 et de l’Institut québécois de recherche sur la culture en 1981.

#### 1979: Livre vert «Pour une politique québécoise de la recherche»
En 1979, inquiet de l’ascendant qu’est en train de prendre le gouvernement canadien dans le financement de la recherche scientifique, Laurin publie, par la voix de son ministère, un rapport « Pour une politique québécoise de la recherche ». Ce « Livre vert » propose notamment la création d’un ministère des Sciences. Ce ministère sera créé par René Lévesque en 1980, mais ne sera pas dirigé par Laurin, mais par Jacques-Yvan Morin.

#### 1980: Campagne référendaire
Bien que Camille Laurin soit le « ministre responsable de la campagne référendaire sur l’île de Montréal (332) » et que l’indépendance du Québec incarne la première raison de son engagement politique, il se fera très discret pendant ladite campagne. La raison en est qu’en l’espace de quelques mois au début de l’année 1980, sa femme Rollande et sa petite-fille Maïa sont toutes deux décédées dans des circonstances tragiques. S’ajoute donc à ce drame familial la défaite référendaire du 20 mai 1980. Laurin est tellement ébranlé par ces trois événements qu’il pense renouer avec son projet d’adolescence et de se faire prêtre afin de se consacrer pleinement à l’étude de la théologie. À la suite d’un voyage en Italie, il abandonne l’idée et décide de continuer dans la voie de la politique. Le 6 novembre 1980, René Lévesque le nomme ministre de l’Éducation.

### 1981-1985: Second mandat

#### Élections
Malgré la défaite référendaire et l’échec de « l’article 1 » du Parti québécois, René Lévesque et ses troupes briguent un second mandat. Le premier ministre déclenche des élections le 12 mars 1981. Le soir des élections, Camille Laurin est une fois de plus élu dans Bourget, cette fois-ci avec une avance quelque peu moins substantielle de 4300 votes.

#### 1981-1984: Une réforme de l’éducation avortée

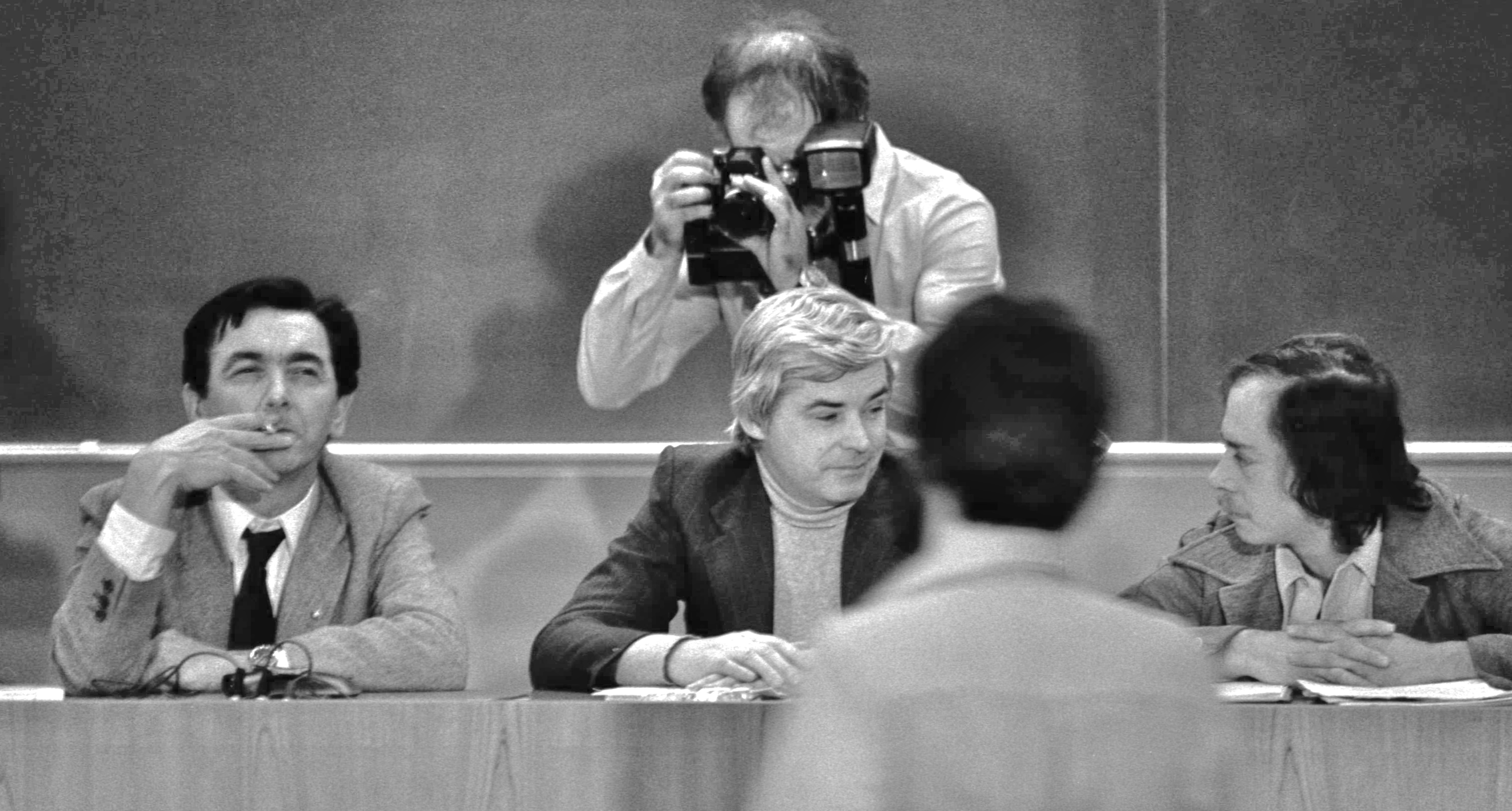
Camille Laurin (à gauche sur la photo), Robert Gaulin et Jean-Pierre Charbonneau, alors qu'ils participent à un colloque dans une université en 1981.

Camille Laurin, installé à la tête du ministère de l’Éducation, se lance dans une réforme du système d’éducation qu’il considère, à l’instar de sa Politique de développement culturel, comme la suite de la loi 101 et une étape de plus vers l’indépendance du Québec. L’école, croit-il, est un outil d’émancipation qui extirpera les Québécois de leur indécision politique.
Laurin souhaite d’abord laïciser complètement le système d’éducation québécois. Les écoles ne devraient plus avoir une identité confessionnelle ( protestante ou catholique), mais bien une identité linguistique (anglaise ou française). Pour s’assurer de l’appui de l’Église québécoise, le ministre multipliera les rencontres avec ses membres les plus éminents. Par la voix de Monseigneur Louis-Albert Vachon, il obtient le consentement de l’Assemblée des évêques du Québec qui acceptent la déconfessionnalisation des écoles québécoises. Il se rend ensuite au Vatican et s’assure de l’appui de Rome(354). Laurin souhaite aussi transformer les commissions scolaires du Québec en simple « centre de services » et redonner plus de pouvoir aux écoles(345). L’école québécoise, Laurin la veut « décentralisée et enracinée dans son milieu » et entend, pour ce faire, donner davantage de pouvoir aux parents et moins au ministère et aux directions d’école.
Au début de l’année 1982, il présente son projet au Conseil des ministres à qui il fait lire son « Livre blanc » qui n’est pas encore rendu public. Sa réforme est froidement accueillie, notamment par le premier ministre René Lévesque qui ne voit pas l’utilité d’une réforme qui n’a pas été explicitement demandée par le milieu scolaire. Fort de son appui de l’Église, Laurin reçoit tout de même l’aval de ses collègues et publie, en 1982, le livre blanc Une école communautaire et responsable.
Le projet est accueilli avec hostilité par la Fédération des commissions scolaires qui n’acceptent pas d’être transformées en succursale de services. S’ajoute à cette réaction négative, les grèves de la fonction publique qui paralysent le Québec pendant une bonne partie des années 1982 et 1983. En raison de cette conjoncture explosive, il faudra attendre le mois de juin 1983 avant que le projet de loi 40 sur la réforme scolaire soit déposé en chambre. L’étude du projet est ensuite remise à plus tard, soit au début de l’année 1984, puisque la crise économique qui frappe le Québec force le gouvernement à s’attaquer à des dossiers considérés comme plus urgents. L’étude du projet de loi en janvier 1984 n’est guère plus encourageante quant à l’enthousiasme que suscite la réforme de Laurin. René Lévesque, qui est plus que jamais convaincu de l’inutilité de cette réforme, remanie son cabinet, expédie Laurin au ministère des Affaires sociales et fait naturellement mourir le projet de loi 40.

#### 1984-1985: déception et démission
Déçu, mais pas découragé de la défaite référendaire de 1980, Camille Laurin entend engager son parti et le Québec sur la voie de l’indépendance politique une fois de plus. C’est pourquoi il se réjouit de la promesse de René Lévesque selon laquelle l’élection à venir en sera une de type référendaire, c’est-à-dire qu’un gouvernement du Parti québécois élu aurait de facto le mandat de faire l’indépendance du Québec. Mais les élections fédérales de 1984 changent la donne. Brian Mulroney et son Parti conservateur veulent réparer l’épisode de la constitution de 1982 qui n’est pas signée par le Québec. Mulroney promet aux Québécois qu’ils seront intégrés dans le giron canadien dans « l’honneur et l’enthousiasme ». René Lévesque annonce publiquement qu’il vaut, pour le bien du Québec, la peine de tenter le coup et souhaite que les électeurs prennent ce « beau risque ».
Camille Laurin, dont l’action politique a pour but l’indépendance du Québec, ne peut accepter la conversion fédéraliste de son chef et d’une large proportion de son parti. Le 22 novembre 1984, il remet une lettre de démission à Lévesque dans laquelle on peut lire : « En mon âme et conscience, par fidélité jamais démentie au programme du Parti québécois, je ne saurais me satisfaire de l’option édulcorée et impuissante que vous nous proposez comme enjeu de la prochaine élection.
C’est pourquoi, Monsieur le Premier Ministre, j’ai le regret de vous présenter ma démission en tant que Vice-premier ministre et ministre des Affaires sociales. » Camille Laurin livrera une dernière bataille au congrès du parti du 18 janvier 1985 pour remettre l’indépendance au cœur du programme du Parti québécois. Mais en vain. Quelques jours plus tard, il démissionne de son poste de député.

### 1994-1998: Retour à l'Assemblée nationale

#### Élections
En 1994, alors âgé de 72 ans, Camille Laurin se présente une fois de plus comme candidat aux élections générales dans Bourget. Le soir du 12 septembre, il est élu. Quelques jours plus tard, il se présente chez le nouveau premier ministre, Jacques Parizeau, espérant se faire nommer ministre. Or, c’est un poste de « délégué régional de Montréal » que lui offre Parizeau et non pas un ministère. Laurin est furieux et proteste, mais en vain. Parizeau, qui prépare un second référendum sur l’indépendance, souhaite un Conseil des ministres plus jeune et incarnant la nouvelle garde. Déçu, Laurin se résigne à n’être que simple député aux responsabilités régionales.

#### 1995:second référendum
Le devant de la scène référendaire étant complètement occupé par Jacques Parizeau et, plus tard, Lucien Bouchard, le député de Bourget passe l’essentiel de son temps dans sa circonscription. Il tente de convaincre ses électeurs de voter en faveur du « OUI ».

#### Suite et fin de mandat
Après la seconde défaite référendaire, Laurin continue d’occuper la fonction de député. Il entend de surcroît se présenter aux élections générales de 1998. Or, il apprend qu’il est atteint d’un cancer lymphatique. Il se retire et cède la candidature à Diane Lemieux qui sera élue.

## Fin de vie
Camille Laurin meurt le 11 mars 1999 , à la suite d'un cancer du foie et du système lymphatique. Le 26 mars 1999 à la Basilique Notre-Dame ont lieu les funérailles d'État de Laurin.
Le fonds d’archives de Camille Laurin est conservé au centre d’archives de Québec de la Bibliothèque et Archives nationales du Québec.

## Distinctions et honneurs

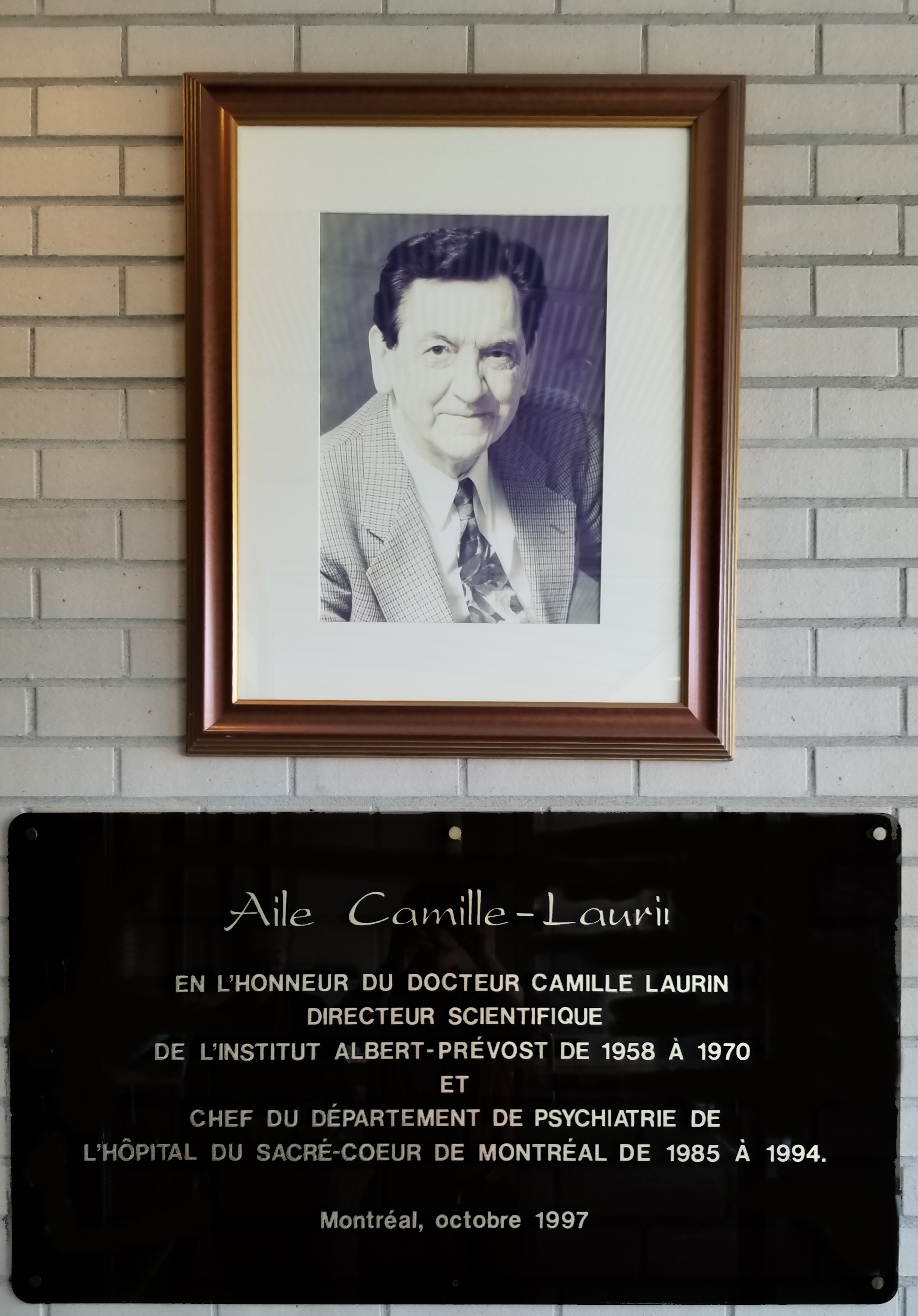
Une plaque souligne la mémoire de Camille Laurin au pavillon Albert-Prévost de l'Hôpital du Sacré-Cœur de Montréal.

- 1986 : prix Chomedey-de-Maisonneuve, de la Ville de Montréal[99]
- 1989 : prix d'excellence du Département de psychiatrie de la Faculté de médecine de l'Université de Montréal[99]
- 1990 : prix d'excellence en psychiatrie (désigné comme le Prix Heinz E. Lehman depuis 2002), de l'Association des médecins psychiatres du Québec[99]
- 1993 : médaille du 150e anniversaire de la Faculté de médecine de l'université de Montréal[99]

Posthume
- 1999 : Grand prix de l'Office de la langue française, au Québec, est renommé « Prix Camille-Laurin »[100]
- 2004 : commandeur de l'ordre de la Pléiade[99]
- 2017 : hommage dans la revue Le temps de parole de l'Amicale des anciens parlementaires de Québec[n 1].
- 2022 : la circonscription Bourget est renommée en son honneur selon l'article 163 de la réforme de la Charte de la langue française(loi 96)[101],[102].